# Neonauclea gigantea
Neonauclea gigantea är en måreväxtart som först beskrevs av Theodoric Valeton, och fick sitt nu gällande namn av Elmer Drew Merrill. Neonauclea gigantea ingår i släktet Neonauclea och familjen måreväxter. Inga underarter finns listade i Catalogue of Life.